# Merkula
Merkula (en georgiano: მერკულა; en abjasio: Маркәыла, romanizado: Markula) es un pueblo que pertenece a la parcialmente reconocida República de Abjasia, dentro del distrito de Ochamchira, aunque de iure es parte del municipio de Ochamchire de la República Autónoma de Abjasia de Georgia.

## Geografía
Merkula se encuentra en el margen oriental del río Mokvi y está a 5 km al norte de Ochamchire. Limita con Mokvi en el norte; con Beslajuba al este; Aradu en el oeste; y Ochamchire en el sur. La aldea de Yukmuri están bajo la administración del pueblo. 

## Historia
La primera mención escrita del pueblo data del siglo XIV. Ya durante la Edad Moderna, los barcos con mercancías navegaban por el río Mokvi (las ruinas del castillo y la iglesia locales todavía están en el pueblo). 
Ya en el siglo XIX, el territorio de Merkula era parte del pueblo de Mokvi y los príncipes soberanos abjasios de la casa Chachba asentaros mingrelianos en esta zona de Abzhua. Desde la década de 1930, Markula se ha convertido en uno de los principales centros de asentamiento en Abjasia por los mingrelianos de Georgia occidental y durante la segunda mitad del siglo XX, Merkula se independizó y se formó el propio selsovet.
Durante la guerra de Abjasia en 1992-1993, Merkula estuvo repetidamente controlada por tropas del gobierno georgiano por lo que la población abjasia abandonó el pueblo. Tan pronto como cayó en manos de los abjasios, la mayoría de las poblaciones georgiana y mingreliana huyeron de Abjasia. Merkula era en su mayor parte georgiana y gran parte del pueblo fue quemado (al norte de la carretera principal está casi desierto), por lo que los pocos residentes georgianos que quedan y los abjasios que volvieron viven en la parte más cercana al mar (cerca de los centros turísticos de playa).

## Demografía
La evolución demográfica de Merkula entre 1959 y 2011 fue la siguiente:
| 1856                                                | 4281 | 1549 |
| (Fuente: Population of Abkhazia since Soviet times) |      |      |

La población ha disminuido dos tercios (la población que se fue era en su mayoría georgiana) tras la guerra de Abjasia. Sin embargo, antes de la caída de la URSS, la mayoría de la población era georgiana comparado con cómo es hoy en día, con una inmensa mayoría de abjasios étnicos. 
|              | 2011      | 2011       |
| Grupo étnico | Población | Porcentaje |
| ------------ | --------- | ---------- |
| Georgianos   | 72        | 4,7%       |
| Abjasios     | 1316      | 85,5%      |
| Rusos        | 84        | 5,5%       |
| Ucranianos   | 10        | 0,6%       |
| Armenios     | 23        | 1,5%       |
| Griegos      | 4         | 0,3%       |
| Total        | 1539      | 100%       |

## Infraestructura

### Transporte
La carretera que conecta Sujumi con Georgia y el ferrocarril pasan por el pueblo.